# Meylan
Meylan és un municipi francès del departament de la Isèra i la regió d'Alvèrnia-Roine-Alps.